# Automolis lateritiola
Automolis lateritiola là một loài bướm đêm thuộc phân họ Arctiinae, họ Erebidae.